# Möhlinbach
Möhlinbach är ett vattendrag i Schweiz. Det ligger i den centrala delen av landet, 80 km norr om huvudstaden Bern.
I omgivningarna runt Möhlinbach växer i huvudsak blandskog. Runt Möhlinbach är det tätbefolkat, med 411 invånare per kvadratkilometer.